# Втрати ЗС РФ внаслідок вторгнення в Україну (лютий 2022)
У статті наведено список військовослужбовців ЗС РФ, що загинули в лютому 2022 року в ході вторгнення в Україну.

## Список
| №  | Прізвище, ім'я, по батькові                                                        | Про особу | Дата смерті    | Обставини смерті |
| -- | ---------------------------------------------------------------------------------- | --- | -------------- | --- |
| 1  | Абрамчик Сергій Олександрович (рос. Абрамчик Сергей Александрович)                 | 25 років, Ставрополь (РФ). 247 ДШП, ефрейтор. | 24 лютого 2022 | Ліквідований під час штурму Гостомельского аеродрому |
| 2  | Семенов Ілля Сергійович ( рос. Семёнов Илья Сергеевич)                             | 28 років. старший лейтенант. | 24 лютого 2022 | Загинув під час обстрілу рятуючи поранених |
| 3  | Антропов Рустам Олексійович (рос. Антропов Рустам Алексеевич)                      | 35 років, сержант. Майкоп (РФ). | 24 лютого 2022 | Загинув виконанні завдання щодо підвезення матеріальних засобів у ході захоплення Маріуполя |
| 4  | Гридін Максим Олегович (рос. Гридин Максим Олегович)                               | 19 років, Астрахань (РФ). Рядовий, 138 ОМСБр | 24 лютого 2022 | |
| 5  | Грович Роман Володимирович (рос. Грович Роман Владимирович)                        | 38 років, вертольотчик. Майор. Ростов-на-Дону | 24 лютого 2022 | Був збитий у Мі-35М у Гостомелі 24/02/22, весь екіпаж загинув |
| 6  | Бугай Микола Володимирович (рос. Бугай Николай Владимирович)                       | 50 років, майор, штурман, вертольотчик, 112-й окремий вертолітний полк, в/ч 78081, аеродром Черемушки в м. Чита. Брав участь в Чеченскій компанії та в операції в Сирії. Нагороджений орденом Мужності та медалю «Учасник військової операції в Сирії». | 24 лютого 2022 | Був збитий у Мі-35М у Гостомелі разом з Романом Гровичем |
| 7  | Василенко Данило Костянтинович (рос. Василенко Данил Константинович)               | 24 роки. Молодший сержант, 64 ОМСБр. м. Магнітогорськ. | 24 лютого 2022 | Осколкові поранення в шию та голову, помер у лікарні |
| 8  | Сейтов Максут Іскакович (рос. Сейтов Максут Искакович)                             | 23 роки, 138 ОМСБр | 24 лютого 2022 | |
| 9  | Лєванков Іван Андрійович (рос. Леванков Иван Андреевич)                            | 25 років, лейтенант, командир взводу, 25-та омсбр. | 24 лютого 2022 | Був убитий росіянами на виїзді з Харкова при спробі врятувати цивільних, похований лише у червні |
| 10 | Шамко Андрій Андрійович (рос. Шамко Андрей Андреевич)                              | 33 роки, старший лейтенант, 2 ОБрСпП. Нефтеюганськ | 24 лютого 2022 | Вбитий, ймовірно під час штурму Гостомельского аеропорту |
| 11 | Сакнишев Владислав Станіславович (рос. Сакнышев Владислав Станиславович)           | 20 років, сержант, м. Владикавказ, Республика Северная Осетия — Алания. | 24 лютого 2022 | |
| 12 | Хурієв Рустам Платонович (рос. Хуриев Рустам Платонович)                           | 37 років, сержант, навідник- оператор танка Т-72, Республика Северная Осетия — Алания. Брав участь в війні в Південній Осетії в 2008 р. та в операції в Сирії. | 24 лютого 2022 | Загинув внаслідок попадання ПТКР у танк, здетонував боєкомплект. |
| 13 | Качмазов Артур Казбегович (рос. Качмазов Артур Казбегович)                         | 30 років, старшина, командир відділення - командир бойової машини 3-го відділення 3-го взводу 4-ї роти 2-го батальйону, 429-й мотострілецький орденів Кутузова та Богдана Хмельницького полк імені Кубанського козацтва, в/ч 01860, м. Моздок. | 24 лютого 2022 | Загинув внаслідок підриву БМП на фугасі в Херсонській області. |
| 14 | Сабанов Ахсар Харитонович (рос. Сабанов Ахсар Харитонович)                         | 33 роки, сержант, Стрілок-зенітник 2-го розрахунку 1-го зенітно-ракетного взводу зенітної батареї, 429-й мотострілецький орденів Кутузова та Богдана Хмельницького полк імені Кубанського козацтва, в/ч 01860, м. Моздок. | 24 лютого 2022 | Загинув біля м. Харкова |
| 15 | Мухтаров Асланбек Аліханович (рос. Мухтаров Асланбек Алиханович)                   | 29 років, старший сержант Росгвардії, заступник командира взводу Росгвардії, ймовірно 49-а окрема бригада оперативного призначення в/ч 3748 м. Владикавказ. Власник крапового берету. | 24 лютого 2022 | Був убитий снайпером, коли колона Росгвардії попала в засаду біля м. Харкова. Тіло найшли тільки через 2.5 тижня. |
| 16 | Лисенко Олександр Васильович (рос. Лысенко Александр Васильевич)                   | 31 рік, капітан, командир розвідроти, 247-й гвардійський десантно-штурмовий Кавказький казачий полк, в/ч 54801, м. Ставрополь. | 24 лютого 2022 | Загинув у Херсонській області. Похований 1 березня 2022 р. в селищі ім. М. Горького Кавказького району Краснодарського краю. |
| 17 | Подшивалов Олександр Миколайович (рос. Подшивалов Александр Николаєвич)            | 27 років, старший лейтенант, штурман, ймовірно 18-а бригада армійської авіації, в/ч 42838, аеродром Хабаровск-Центральний, м. Хабаровск. Брав участь 2 місяця в операції в Сирії. | 24 лютого 2022 | Загинув під час штурму аеродрому Гостомель. Похований 22 березня в м. Челябінську, Росія. |
| 18 | Леонов Ігор Олександрович (рос. Леонов Игорь Александрович)                        | 34 роки, рядовий, телефоніст - лінійний наглядач відділення зв'язку 2-го взводу зв'язку, 2-го батальйону, 429-й мотострілецький орденів Кутузова та Богдана Хмельницького полк імені Кубанського козацтва, в/ч 01860, м. Моздок. | 24 лютого 2022 | Загинув під м. Донецьком. |
| 19 | Беляков Олександр Володимирович (рос. Беляков Александр Владимирович)              | 30 років, сержант, розвідувальна рота 96 окремої бригади розвідки, в/ч52634, Сормовський район Нижнього Новгорода. Кавалер ордена Мужності (посмертно), нагороджений медаллю "За відвагу". | 24 лютого 2022 | Загинув біля м. Охтирка Сумської області. Похований на цвинтарі села Великі Бакалди Бутурлинського муніципального округу Нижньогородської області |
| 20 | Муренький Василь Володимирович (рос. Муренький Василий Валадимирович)              | 39 років, майор, заступник командира батальйону, 11-а окрема гвардійська інженерна Кінгісеппська Червонопрапорна, орденів Суворова та Олександра Невського бригада, в/ч 45676, Каменськ-Шахтинський, Ростовська область. Посмертно нагороджений орденом Мужності. | 24 лютого 2022 | Загинув під час бойового завдання щодо підриву греблі на Північнокримському каналі, який блокував подачу води з Дніпра до Криму. Колона була атакована з повітря винищувачами ПС України. Похований 2 березня в селі Братковскоє, Кореновського району Краснодарського краю. |
| 21 | Муренький Олександр Володимирович (рос. Муренький Александр Валадимирович)         | 29 років, старший сержант, заступник командира взводу-командир відділення, 11-а окрема гвардійська інженерна Кінгісеппська Червонопрапорна, орденів Суворова та Олександра Невського бригада, в/ч 45676, Каменськ-Шахтинський, Ростовська область. Учасник операції в Сірії та Нагорному Карабаху. Посмертно нагороджений орденом Мужності. | 24 лютого 2022 | Загинув під час бойового завдання щодо підриву греблі на Північнокримському каналі, який блокував подачу води з Дніпра до Криму. Колона була атакована з повітря винищувачами ПС України. Похований 2 березня в селі Братковскоє, Кореновського району Краснодарського краю. |
| 22 | Нурмагомед Енгельсович Гаджимагомедов (рос. Нурмагомед Энгельсович Гаджимагомедов) | 25 років, гвардії старший лейтенант, командир роти 247-го гвардійського десантно-штурмового Кавказького козачого полку в/ч 54801, м. Ставрополь. Нагороджений трьома орденами Мужності, медалями «За відвагу» та «За бойові заслуги». Двічі бував у відрядженні в Сирії, за що був нагороджений медалю «Учасник військової операції в Сирії». Один з перших чию загибель визнали в РФ. 3 березня 2022 р. посмертно присвоєно звання Героя Російської Федерації. | 24 лютого 2022 | За офіційною версією російської сторони рота, якою командував Нурмагомед була десентавона в тил українських військ і попала в оточення на півдні України. Підірвав себе гранатою разом з українськими військовими, які оточили його. |
| 23 | Руднев Руслан Ігорович (рос. Руднев Руслан Игоревич)                               | 41 рік, полковник, командир 266-го винищувального авіаційного полка ППО, аеродром Степ, селище Степ, Забайкальський край. Брав участь в операції в Сирії. | 24 лютого 2022 | За офіційною версією російської сторони Су-25 Руднева був збитий на Донбасі прикриваючи колону російських військ. 1 березня 2022 р. похоронений в Самарі. |
| 24 | Вітовтов Ігор Олександрович (рос. Витовтов Игорь Александрович)                    | 31 рік, молодший сержант, гранатометник 247-го гвардійського десантно-штурмового Кавказького козачого полку в/ч 54801, м. Ставрополь. Нагороджений Орденом Мужності (посмертно). | 24 лютого 2022 | Загинув у м. Нова Каховка Херсонської області. |
| 25 | Доля Олег Андрійович (рос. Доля Олег Андреевич)                                    | 31 рік, старший лейтенант, льотчик 2-го класу, Ан-26, 30-й окремий транспортний змішаний авіаційний полк (в/ч 41497), м. Ростов-на-Дону, аеродром Центральний. Посмертно нагороджений орденом Мужності. | 24 лютого 2022 | Загинув у складі екіпажу із 9 осіб, літака Ан-26, ПКС РФ, під час планового польоту з перевезення військового майна. За офіційними даними літак упав з технічних причин в Острогозькому районі Воронезької області поряд із селом Урив-Покровка. Похований 13 квітня 2022 року в м. Апшеронськ, Апшеронського району Краснодарського краю. |
| 26 | Міжурко Олександр Олексійович (рос. Мижурко Александр Алексеевич)                  | 31 рік, старший сержант, старший повітряний радист - начальник радіовузла авіаційної ланки ВПС та ППО, 30-й окремий транспортний змішаний авіаційний полк (в/ч 41497), м. Ростов-на-Дону, аеродром Центральний. | 24 лютого 2022 | Загинув у складі екіпажу із 9 осіб, літака Ан-26, ПКС РФ, під час планового польоту з перевезення військового майна. За офіційними даними літак упав з технічних причин в Острогозькому районі Воронезької області поряд із селом Урив-Покровка. Похований на Новому цвинтарі Краснодара. |
| 27 | Темченко Володимир Миколайович (рос. Темченко Владимир Николаевич)                 | 26 років, рядовий, 55-й окремий гвардійський гелікоптер Севастопольський ордена Кутузова полк (55 овп, в/ч 35666), 4-та Червонопрапорна армія ВПС і ППО повітряно-космічних сил Російської Федерації у Південному військовому окрузі. Посмертно нагороджений орденом Мужності. | 24 лютого 2022 | Загинув у складі екіпажу із 9 осіб, літака Ан-26, ПКС РФ, під час планового польоту з перевезення військового майна. За офіційними даними літак упав з технічних причин в Острогозькому районі Воронезької області поряд із селом Урив-Покровка. |
| 28 | Єрьоменко Ростислав Олександрович (рос. Еременко Ростислав Александрович)          | 36 років, старший лейтенант, пілот літака Ан-26, 30-й окремий транспортний змішаний авіаційний полк (в/ч 41497), м. Ростов-на-Дону, аеродром Центральний, 4-та Червонопрапорна армія ВПС і ППО повітряно-космічних сил Російської Федерації у Південному військовому окрузі. | 24 лютого 2022 | Загинув у складі екіпажу із 9 осіб, літака Ан-26, ПКС РФ, під час планового польоту з перевезення військового майна. За офіційними даними літак упав з технічних причин в Острогозькому районі Воронезької області поряд із селом Урив-Покровка. |
| 29 | Пімахов Антон Сергійович (рос. Пимахов Антон Сергеевич)                            | 31 рік, капітан, пілот літака Ан-26, 30-й окремий транспортний змішаний авіаційний полк (в/ч 41497), м. Ростов-на-Дону, аеродром Центральний, 4-та Червонопрапорна армія ВПС і ППО повітряно-космічних сил Російської Федерації у Південному військовому окрузі. Брав участь у військовій операції в Сирії. Нагороджений медалями Нестерова, «Учаснику військової операції в Сирії». Указом Президента Російської Федерації від 3 березня 2022 року посмертно нагороджений орденом Мужності. | 24 лютого 2022 | Загинув у складі екіпажу із 9 осіб, літака Ан-26, ПКС РФ, під час планового польоту з перевезення військового майна. За офіційними даними літак упав з технічних причин в Острогозькому районі Воронезької області поряд із селом Урив-Покровка. |
| 30 | Русаков Павло Володимирович (рос. Русаков Павел Владимирович)                      | 39 років, старший лейтенант, бортовий авіаційний технік авіаційної ланки Ан-26 авіаційної ескадрильї (на Ту-134, Ан-26, Л-410), 30-й окремий транспортний змішаний авіаційний полк (в/ч 41497), м. Ростов-на-Дону, аеродром Центральний, 4-та Червонопрапорна армія ВПС і ППО повітряно-космічних сил Російської Федерації у Південному військовому окрузі. Нагороджений орденом Мужності посмертно. | 24 лютого 2022 | Загинув у складі екіпажу із 9 осіб, літака Ан-26, ПКС РФ, під час планового польоту з перевезення військового майна. За офіційними даними літак упав з технічних причин в Острогозькому районі Воронезької області поряд із селом Урив-Покровка. |
| 31 | Тарасов Артем Олександрович (рос. Тарасов Артем Александрович)                     | 30 років, сержант, пілот літака Ан-26, 30-й окремий транспортний змішаний авіаційний полк (в/ч 41497), м. Ростов-на-Дону, аеродром Центральний, 4-та Червонопрапорна армія ВПС і ППО повітряно-космічних сил Російської Федерації у Південному військовому окрузі. Нагороджений орденом Мужності. | 24 лютого 2022 | Загинув у складі екіпажу із 9 осіб, літака Ан-26, ПКС РФ, під час планового польоту з перевезення військового майна. За офіційними даними літак упав з технічних причин в Острогозькому районі Воронезької області поряд із селом Урив-Покровка. |
| 32 | Бельков Олексій Дмитрович (рос. Бельков Алексей Дмитриевич)                        | 32 роки, капітан, пілот літака Ан-26, 30-й окремий транспортний змішаний авіаційний полк (в/ч 41497), м. Ростов-на-Дону, аеродром Центральний, 4-та Червонопрапорна армія ВПС і ППО повітряно-космічних сил Російської Федерації у Південному військовому окрузі. Нагороджений орденом Мужності. | 24 лютого 2022 | Загинув у складі екіпажу із 9 осіб, літака Ан-26, ПКС РФ, під час планового польоту з перевезення військового майна. За офіційними даними літак упав з технічних причин в Острогозькому районі Воронезької області поряд із селом Урив-Покровка. |
| 33 | Рильський Ігор Ігорович (рос. Рыльский Игорь Игоревич)                             | 34 роки, капітан, начальник групи обслуговування авіаційного озброєння десантного обладнання та апаратури, 487-й окремий вертолітний ордена Кутузова полк (в/ч 44936), Будьонновськ, Ставропольський край, 4-та Червонопрапорна армія ВПС і ППО повітряно-космічних сил Російської Федерації у Південному військовому окрузі. Учасник військової операції в Сирії (2017, 2021 рр.). | 24 лютого 2022 | Загинув у складі екіпажу із 9 осіб, літака Ан-26, ПКС РФ, під час планового польоту з перевезення військового майна. За офіційними даними літак упав з технічних причин в Острогозькому районі Воронезької області поряд із селом Урив-Покровка. Похований 8 квітня 2022 р. у селищі Комсомольський, Калачевського району, Волгоградської області, Російської Федерації. |
| 34 | Єршов Дмитро Олексійович (рос. Ершов Дмитрий Алексеевич)                           | 21 або 23 роки, єфрейтор, старший сапер інженерно-саперної роти 629-й окремий інженерно-саперний батальйон, в/ч 96404 (ст. Старотітаровська),7-а гвардійська десантно-штурмова Червонопрапорна, орденів Суворова та Кутузова дивізія (гірська) в/ч 61756, м. Новоросійськ. Нагороджений посмертно орденом Мужності. | 24 лютого 2022 | Помер внаслідок двох осколкових поранень. Похований 3 березня 2022 р. в місті Коренівськ, Краснодарського краю. |
| 35 | Ільницький Олексій Олексійович (рос. Ильницкий Алексей Алексеевич)                 | 33 роки, майор, заступник командира 1-го десантно-штурмого батальйону, 11-та окрема гвардійська десантно-штурмова бригада, в/ч 32364 м. Улан-Уде. Брав участь у проведенні контртерористичної операції у Північно-Кавказькому регіоні. Посмертно нагороджений орденом Мужності. | 24 лютого 2022 | Загинув у районі Каховки, під час боїв за міст через річку Дніпро. У ході боїв, також поранення отримав командир бригади полковник Шишов Денис Миколайович, а його заступник, підполковник, Денис Вікторович Глєбов загинув. Похований 8 березня 2022 року в Каневскому районі Краснодарського краю. |
| 36 | Буркін Антон Вадимович (рос. Буркин Антон Вадимович)                               | 21 рік, рядовий, водій понтонер понтонного відділення, понтонного взводу понтонно-мостової роти окремого дорожньо-комендантського батальйону 99-а окрема бригада МТЗ, в/ч 72153, м. Майкоп, Республіка Адигея. Участник операції в Сирії. Посмертно нагороджений орденом Мужності. Похований 9 березня, 2022 р. в станиці Атаманській Павловського району Краснодарського краю. | 24 лютого 2022 | |
| 37 | Бадмаєв Цибікжап Циденбаєвіч (рос. Бадмаев Цыбикжап Цыдендамбаевич)                | 24 роки, лейтенант, командир взводу розвідувальної роти, 126-та окрема гвардійська Горлівська Червонопрапорна, ордена Суворова бригада берегової оборони, в/ч12726 с. Перевальне, КримПохований 10 березня 2022 р. в улусі Хонхолої Бічурського району Бурятії. | 25 лютого 2022 | |
| 38 | Гагієв Георгій Володимирович (рос. Гагиев Георгий Владимирович)                    | 32 роки, капітан Росгвардії, ймовірно 86-й спеціальний моторизований полк Росгвардії, в/ч 5561 м. Казань. Посмертно нагороджений орденом Мужності. | 25 лютого 2022 | Загинув під м. Харковим, коли колона Росгвардії попала в засідку. |
| 39 | Шрайнер Олександр Сергійович (рос. Александр Сергеевич Шрайнер)                    | 27 років, єфрейтор, 104-й гвардійський десантно-штурмовий Червоного прапора полк в/ч 32515 с. Черьоха Псковської області. Брав участь в війні проти України в 2014 р. З вересня 2020 р. по січень 2021 р. воював у Сирії. | 25 лютого 2022 | Загинув під м. Києвом. |
| 40 | Мурзін Ігор Дмитрович (рос. Мурзин Игорь Дмитриевич)                               | 51 рік, полковник, заступник командира спеціального загону швидкого реагування СОБР «Символ» УМВС Росії по Кемеровській області, м. Кемерово. Брав участь в Другій Чеченській компанії з 2000- по 2002 рр. | 25 лютого 2022 | Загинув під м. Києвом коли зведена колона кемеровського СОБРа та ОМНу з м. Новокузнецька, Кемеровська область попала в засаду і була знищена. Тіло було доставлено в Кемерово в кінці червня. 1 липня 2022 р. похований на цвинтарі "Центральне-5" м. Кемерово. Смерть полковника офіційно не була підтверджена російською стороною. |
| 41 | Голосенко Дмитро Вікторович (рос. Голосенко Дмитрий Викторович)                    | 36 років, підполковник, заступник командира полку з тилу – начальник тилу, 1-й гвардійський Чортківський двічі ордена Леніна, Червоного прапора, орденів Суворова, Кутузова і Богдана Хмельницького танковий полк ім. маршала бронетанкових військ М. Є. Катукова, в/ч 58198, селище Калінінець, Наро-Фомінський район, Московська область. | 25 лютого 2022 | Станом на 15 березня 2022 р. числився пропавшим безвісті. 25 серпня 2022 р. російський інтернет ресурс «Медиазона» підтвердив смерть підполковника. |
| 42 | Хлескін Іван Валерійович (рос. Хлескин Иван Валерьевич)                            | 33 роки, єфрейтор, гранатометник взводу забезпечення розвідувального батальйону, 11-та окрема гвардійська десантно-штурмова бригада, в/ч 32364 м. Улан-Уде. 25 квітня 2022 р. похований в селищі міського типу Усть-Баргузіні, Бурятія. | 25 лютого 2022 | |
| 43 | Глебов Денис Вікторович (рос. Глебов Денис Викторович)                             | 35 років, підполковник, заступник командира, 11-та окрема гвардійська десантно-штурмова бригада, в/ч 32364 м. Улан-Уде | 26 лютого 2022 | Загинув під час бою за утримання переправи через Дніпро у районі Каховки |
| 44 | Воробйов Арсеній Валерійович (рос. Воробьев Арсений Валерьевич)                    | 20 років, рядовий, водій-кухарь автомобільного відділення автомобільного взводу роти матеріального забезпечення, 30-та окрема мотострілецька бригада, в/ч 45863, смт Рощинський Самарської області. Посмертно нагороджений орденом Мужності. | 26 лютого 2022 | Загинув під час артелирійского обстрілу колони. |
| 45 | Кочієв Ельбрус Маїрбекович (рос. Кочиев Эльбрус Маирбекович)                       | 26 років, старший сержант, заступник командира взводу-командир бойової машини, 150-я мотострелковая Идрицко-Берлинская ордена Кутузова дивизия в/ч 22179 м. Новочеркасск. Посмертно нагороджений орденом Мужності. | 26 лютого 2022 | Загинув під час відступу, після того як БМП отримала попадання під час обстрілу і загорілася. |
| 46 | Зізевський Костянтин Володимирович (рос. Зизевский Констянтин Владимирович)        | 37 років, полковник, командир, 247-й гвардійський десантно-штурмовий Кавказький козачий полк, в/ч 54801, м. Ставрополь. Нагороджений медалю «За військову доблесть» 2-го і 1-го ступеня і посмертно орденом Мужності. | 26 лютого 2022 | За деякими даними загинув разом зі старшим прапорщиком Соловйовим Андрієм Миколайовичом. |
| 47 | Вечерка Микола Анатолійович (рос. Вечерка Николай Анатольевич)                     | 25-26 років, ймовірно рядовий, 247-й гвардійський десантно-штурмовий Кавказький козачий полк, в/ч 54801, м. Ставрополь. | 26 лютого 2022 | |
| 48 | Березовець Віктор Юрійович (рос. Березовец Виктор Юрьевич)                         | 30 років, рядовий, розвідник, 247-й гвардійський десантно-штурмовий Кавказький козачий полк, в/ч 54801, м. Ставрополь. Посмертно нагороджений орденом Мужності. | 26 лютого 2022 | |
| 49 | Карцев Володимир Сергійович (рос. Карцев Владимир Сергеевич)                       | 21 рік, єфрейтор, старший механік-водій гранатометного відділення мотострілкового батальйону, 423-й гвардійський мотострілецький Ямпільський Червонопрапорний, орденів Суворова та Кутузова полк в/ч 91701 м. Наро-Фомінськ, Московська область. В липні посмертно нагороджений орденом Мужності. | 26 лютого 2022 | |
| 50 | Луценко Данило Геннадійович (рос. Луценко Даниил Геннадиевич)                      | 29 років, молодший сержант, заступник командира БМ, навідник оператор, 247-й гвардійський десантно-штурмовий Кавказький козачий полк, в/ч 54801, м. Ставрополь. В березні 2014-го брав участь у забезпеченні безпеки проведення референдуму в Криму. Нагороджений медаллю «За повернення Криму». Нагороджений посмертно орденом Мужності. | 26 лютого 2022 | Загинув в бою в складі розвідроти за місто Нова Каховка, Херсонської області. |
| 51 | Попов Олександр Євгенович (рос. Попов Александр Евгеньевич)                        | 18 років, рядовий, санітарний інструктор розвідувальної роти 7 окремого розвідбатальйону, 47-а гвардійська танкова Нижньодніпровська Червонопрапорна, ордена Богдана Хмельницького дивізія, селище Муліне, Нижньогородська область. | 27 лютого 2022 | Загинув під час евакуації поранених з поля бою. |
| 52 | Плеханов Володимир Анатолієвич (рос. Плеханов Владимир Анатольевич)                | 24 роки, рядовий, 11-та окрема гвардійська десантно-штурмова бригада в/ч 32364 м. Улан-Уде. | 27 лютого 2022 | |
| 53 | Соколов Олександр Ігорович (рос. Соколов Александр Игоревич)                       | 22 роки, єфрейтор, 2-а окрема гвардійська ордена Жукова бригада спеціального призначення, Головного розвідувального управління Генерального Штабу Російської Федерації в/ч 64044, м. Псков. Указом Президента РФ від 12.07.2022 р. («закритим») посмертно присвоєно звання Героя Російської Федерації. Навічно зарахований до списків 2-ї окремої гвардійської бригади спецназу. | 27 лютого 2022 | За російською офіційною версією загинув у м. Харкові, прикриваючи відступ групи спецназу, попавши в оточення підірвав себе гранатою. Більше трьох місяців вважався зниклим безвісти. Похований 20 червня 2022 року в м. Кірішах Ленінградської області на цвинтарі «Мерятино». |
| 54 | Мехтієв Тімур Кахірович (рос. Мехтиев Тимур Кахирович)                             | 33 роки, капітан, начальник інженерної служби, 104-й гвардійський десантно-штурмовий Червоного прапора ордена Кутузова полк,в/ч 32515, с. Черьоха Псковської області. Нагороджений посмертно орденом Мужності. | 27 лютого 2022 | Загинув в боях за м. Бучу. Похований 20 березня в м. Ульянівську. |
| 55 | Павлов Геннадій Олександрович (рос. Павлов Геннадий Александрович)                 | 27 років, прапорщик, начальник 1 розрахункового взводу спеціального призначення ДПЛА групи спецназу РТ 604 центру спецназу «Витязь» ОДОП у Московській області, в/ч 3179 військ Національної гвардії Росії. Брав участь у бойових діях у Сирії. Був удостоєний медалей «Учаснику військової операції в Сирії», «За службу в спецназі», знаків «100 років з дня утворення 1 полку окремої орденів Жукова, Леніна та Жовтневої Революції Червонопрапорної дивізії оперативного призначення імені Дзержинського військ національної гвардії РФ», «За службу в особливих умовах», «За відмінність у службі» ІІ ступеня. 1 квітня посмертно був нагороджений Орденом мужності та краповим беретом. | 27 лютого 2022 | Загинув при штурмі аєропорта в смт. Гостомель, Київської області |
| 56 | Гусаков Євген Євгенович (рос. Гусаков Евгений Евгеньевич)                          | 21 рік, капітан, 3-тя окрема мотострілецька бригада «Беркут», командир танка 2-го танкового взводу 1 роти танкового батальйону. Герой "ДНР" (посмертно). | 27 лютого 2022 | Загинув під час битви за Волноваху. |
| 57 | Ладягін Іван Васильович (рос. Ладягин Иван Васильевич)                             | 35 років, сержант, 31-а окрема гвардійська десантно-штурмова ордена Кутузова бригада, в/ч 73612 м. Ульяновськ. | 27 лютого 2022 | Загинув під смт. Гостомель, Київської області |
| 58 | Максименков Олександр Валерійович (рос. Максименков Александр Валерьевич)          | 21 рік, гвардії сержант. Нагороджений медаллю «Учасник військової операції в Сирії» та орденом Мужності (посмертно). Похований у смт Анна Воронежської області. | 27 лютого 2022 | |
| 59 | Балданов Цирен Олександрович (рос. Балданов Цырен Александрович)                   | 25 років, старший лейтенант, заступник командира третьої мотострілкової роти першого мотострілкового батальйону, 429-й мотострілковий орденів Кутузова та Богдана Хмельницького полк імені Кубанського козацтва, селище Супутник, м. Владикавказ, в/ч 43057, 19-та мотострілецька Воронезько-Шумленська Червоного прапора, орденів Суворова і Трудового Червоного прапора дивізія, в/ч 206З4 м. Владикавказ. | 28 лютого 2022 | Загинув в бою за м. Волноваху За іншими даними загинув у бою за населений пункт Василівка Запорізької області, коли їхав в одній БМП разом із командиром батальйону підполковником Гашіятуліним Русланом Рамазановичем та командиром роти капітаном Паунежовим Асланом Хасановичем |
| 60 | Ошоров Німа Дамбаєвич (рос. Ошоров Нима Дамбаевич)                                 | 46 років, гвардії прапорщик, технік роти дальньої розвідки розвідувального батальйону, 36-окрема мотострілкова бригада, в/ч 06705 м. Борзя Забайкальського краю.Брав участь у Першій Чеченській війні. У 2020 році брав активну участь у бойових діях у Сирійській Арабській Республіці. Нагороджений медалями «За відвагу» та «Учасник Військової операції у Сирії». Похований 11 березня 2022 р. у селі Монди Тункінського району Бурятії | 28 лютого 2022 | |
| 61 | Бадмаєв Найдан Ердинієвіч (рос. Бадмаев Найдан Эрдыниевич)                         | 23 роки, єфрейтор, старший навідник-гранатометник окремого мотострілкового батальйону, 37-ма окрема гвардійська мотострілецька Донська Будапештська Червоного прапора ордена Червоної Зірки бригада в/ч 69647 м. Кяхта, Бурятія. | 28 лютого 2022 | Загинув в Донецькій області. |
| 62 | Мітупов Бадма Балданович (рос. Митупов Бадма Балданович)                           | 25 років, рядовий, санітарний інструктор, 5-та окрема гвардійська танкова Тацинська Червоного прапора ордена Суворова бригада, в/ч 46108 ст. Дивізіонна, Бурятія.У січні 2022 року брав участь у спільних навчаннях «Союзна рішучість-2022» у Республіці Білорусь. | 28 лютого 2022 | |
| 63 | Ринчинов Баир Олександрович (рос. Ринчинов Баир Александрович)                     | 32 роки, сержант, водій-електрик, 5-та окрема гвардійська танкова Тацинська Червоного прапора ордена Суворова бригада, в/ч 46108 ст. Дивізіонна, Бурятія. Нагороджений Орденом Мужності (посмертно). | 28 лютого 2022 | Загинув під час евакуації пораненого. Похований 1 квітня 2022 р. в селі Барун-Хасурта, Бурятія. |
| 64 | Гашіятуллін Руслан Рамазанович (рос. Гашиятуллин Руслан Рамазанович)               | 40 років, підполковник, командир батальйону, 429-й мотострілковий орденів Кутузова та Богдана Хмельницького полк імені Кубанського козацтва, селище Супутник, м. Владикавказ, в/ч 43057, 19-та мотострілецька Воронезько-Шумленська Червоного прапора, орденів Суворова і Трудового Червоного прапора дивізія, в/ч 206З4 м. Владикавказ. 58-ма загальновійськова армія, м. Владикавказ, Північна Осетія. | 28 лютого 2022 | Загинув на півдні України, на підступі до Дніпра.За іншими даними загинув у бою за населений пункт Василівка Запорізької області, коли їхав в одній БМП разом із старшим лейтенантом Балдановим Цирен Олександровичем та командиром роти капітаном Паунежовим Асланом Хасановичем. Похований 24 березня 2022 року в селі Сафакулево Сафакулевського округу Курганської області, Росія. |
| 65 | Тедеєв Герман Енверович (рос. Тедеев Герман Энверович)                             | 21 рік, рядовий, навідник-оператор БМП-3, ймовірно, 19-та мотострілецька Воронезько-Шумлінська Червонопрапорна, орденів Суворова та Трудового Червоного Прапора дивізія в/ч 20634. Посмертно нагороджений орденом Мужності. | 28 лютого 2022 | Загинув внаслідок обстрілу, здетонував боєкомплект БМП-3. |
| 66 | Генадій Яковлєв (рос. Геннадий Яковлев)                                            | 24 роки, єфрейтор, стрілок БМП, 58-ма загальновійськова армія, м. Владикавказ, Північна Осетія. | 28 лютого 2022 | Загинув під час боїв за м. Волноваху. |
| 67 | Ковальчук Олег Сергійович (рос. Ковальчук Олег Сергеевич)                          | 26 років, рядовий, заступник командира бойової машини, навідник-оператор 3-го відділення, 3-го взводу, 3-ї роти, 1-го батальйону, 429-й мотострілецький орденів Кутузова та Богдана Хмельницького полк імені Кубанського козацтва, в/ч 01860, м. Моздок, Північна Осетія. Посмертно нагороджений орденом Мужності. Посмертно присвоєно звання єфрейтора. | 28 лютого 2022 | Загинув під м. Херсоном. |
| 68 | Дубов Дмитро Вадимович (рос. Дубов Дмитрий Вадимович)                              | 20 років, єфрейтор, 1117 зенітний ракетний полк, в/ч 51382, селище Калінінець, Наро-Фомінський район Московської області. Посмертно нагороджений орденом Мужності. | 28 лютого 2022 | Загинув у Чернігівській області. |
| 69 | Коробков Роман Юрійович (рос. Коробков Роман Юрьевич)                              | 41 рік, рядовий, навідник-оператор танку, 5-та окрема гвардійська танкова Тацинська Червоного прапора ордена Суворова бригада, в/ч 46108 ст. Дивізіонна, Бурятія. Нагороджений Орденом Мужності. | 28 лютого 2022 | 28 лютого 2022 року на ділянці автодороги Київ-Житомир між населеними пунктами Березівка та Бузова Київської області під час атаки збройних сил України протитанковою керованою ракетою з безпілотного літального апарата було вражено танк, у складі екіпажу якого перебував навідник-оператор Коробков Роман Юрійович. Від отриманого пошкодження та впливу ракети здетонував боєкомплект танка з 30 снарядів із зарядами та дизельним паливом, що знаходиться в баках. За заявою Військової прокуратури Улан-Уденського гарнізону Хоринським районним судом РБ винесено рішення від 15.08.2023 та 02.10.2023 про визнання Коробкова Романа Юрійовича загиблим внаслідок тотального знищення тіла при виконанні обов'язків військової служби внаслідок наслідків військових дій у населеному пункті Березівка Київської області, Україна, 28 лютого 2022 року. Похований 20 жовтня, 2023 р. у селі Новокіжингинськ, Кіжингинського району, Бурятії Росії |
| 70 | Алхунов Олександр Романович (рос. Алхунов Александр Романович)                     | 37 років, рядовий, 37-ма окрема гвардійська мотострілецька Донська Будапештська Червоного прапора ордена Червоної Зірки бригада в/ч 69647 м. Кяхта, Бурятія. Посмертно нагороджений орденом Мужності. Похований 22 червня 2022 року в Улан-Уде, Бурятія. | 28 лютого 2022 | |
| 71 |                                                                                    | |                | |
|    |                                                                                    | |                | |
|    |                                                                                    | |                | |